# Tony Street

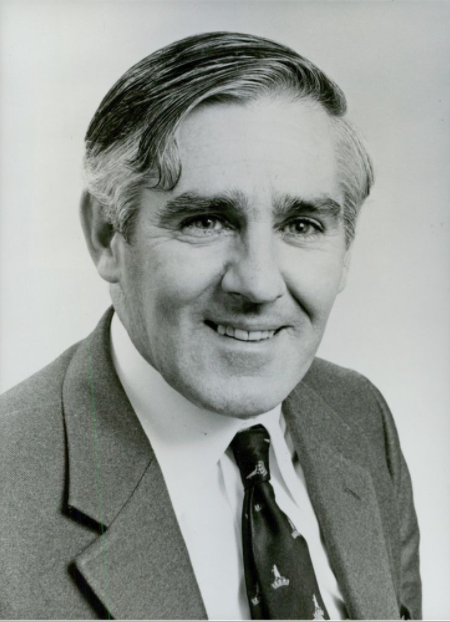
Tony Street, 2000

Anthony Austin „Tony“ Street (* 8. Februar 1926; † 25. Oktober 2022) war ein australischer Politiker. Er war unter anderem Außenminister des Landes. Er war der Sohn von Geoffrey Street, einem australischen Abgeordneten, der 1940 bei einem Flugzeugunglück in Canberra ums Leben kam.

## Politische Karriere
Im Jahr 1966 wurde er für die Liberal Party of Australia in das australische Repräsentantenhaus gewählt, wobei er den Wahlbezirk Corangamite in Victoria vertrat. Seinen Sitz konnte er bis zu seinem Rücktritt am 18. Januar 1984 stets bei den Wahlen verteidigen.
Während der zweiten Regierungszeit von McMahon (ab dem 14. September 1971) assistierte er als Minister dem Arbeits- und Wehrdienstminister. In der ersten Amtszeit von Fraser wurde er Arbeits- und Immigrationsminister. In der zweiten Amtszeit von Fraser war er erneut als Arbeitsminister aktiv und unterstützte den Premierminister in nationalen Angelegenheiten. In der dritten Amtsperiode von Fraser bekleidete Street mehrere Posten als Minister, so dass er wieder als Arbeits- und Wirtschaftsminister aktiv war. Von 1980 bis 1983, während Frasers vierter Amtszeit, war Tony Street australischer Außenminister.